# Poospizinae
Poospizinae (Свертушчині) — підродина горобцеподібних птахів родини саякових (Thraupidae), що включає 15 родів і 48 видів. Представники цієї підродини мешкають в Південній Америці.

## Опис
Для представників цієї підродини складно виділити якісь спільні морфологічні або поведінкові ознаки, які б відрізняли їх від представників інших підродин. Представники родини Poospizinae — це відносно дрібні птахи, середня довжина яких становить 12,5-18 см, деякі з них вирізняються тонкими дзьобами, пристосованими до живлення комахами, і мелодвйним співом. Переважна більшість з них мешкають в Андах, від західної Венесуели до центральної Аргентини, хоча деякі види також поширені в центральній і східній Бразилії та в регіоні пампи. В Амазонії, за поодинокими винятками, свертушчині практично відсутні. 

## Таксономія
Незважаючи на відсутність спільних морфологічних ознак, молекулярно-генетичні дослідження переконливо підтверджують приналежність до цієї підродини. Кладистично цю підродину можно визначити як: «Усі нащадки загального предка Xenospingus concolor і Microspingus melanoleucus».
Роди Свертушка (Poospiza) і Зеленяр (Hemispingus) за результатами молекулярно-філогенетичних досліджень виявилися поліфілітичними, що призвело до великої таксономічної реорганізації. За результатами цієї реорганізації було утворено два нових роди (Kleinothraupis і Castanozoster), чотири роди були відновлені (Microspingus, Pseudospingus, Sphenopsis і Poospizopsis), а ще три — розформовані (Pyrrhocoma, Hemispingus і Compsospiza).
Назва підродини Poospizinae була вперше запропонована німецьким орнітологом Гансом Вольтерсом у 1980 році, однак він не надав опис таксону, і він залишився nomen nudum. Авторами підродини вважаються Кевін Бернс, Філіпп Юнітт та Ніколас Мейсон, які описали її у 2016 році.

## Роди
- Сіра вівсянка-інка (Piezorina) — 1 вид (рід монотиповий)
- Тонкодзьоба вівсянка-інка (Xenospingus) — 1 вид (рід монотиповий)
- Сіроголовий зеленник (Cnemoscopus) — 1 вид (рід монотиповий)
- Pseudospingus — 2 види
- Свертушка (Poospiza) — 10 видів
- Kleinothraupis — 5 видів
- Sphenopsis — 4 види
- Каптурник (Thlypopsis) — 8 видів
- Сіроголова свертушка (Castanozoster) — 1 вид (рід монотиповий)
- Довгохвоста вівсянка (Donacospiza) — 1 вид (рід монотиповий)
- Рудогорлий тангар (Cypsnagra) — 1 вид (рід монотиповий)
- Poospizopsis — 2 види
- Чорний плюшівник (Urothraupis) — 1 вид (рід монотиповий)
- Пардуско (Nephelornis) — 1 вид (рід монотиповий)
- Microspingus — 8 видів